# Fusil Automatique Modèle 1917
Fusil Automatique Modelèle 1917 (hay còn gọi là RCS M1917) là một loại súng trường bán tự động được Quân đội Pháp đưa vào sử dụng trong giai đoạn cuối của Thế chiến thứ nhất .Tổng cộng, các kho vũ khí quốc gia của Pháp, chủ yếu là hai nhà sản xuất MAS và MAT, đã sản xuất 86.000 khẩu súng trường RSC M1917 cho đến khi quá trình sản xuất kết thúc vào cuối tháng 11 năm 1918. Tuy nhiên, rất ít mẫu còn sót lại cho đến hiện tại. 

## Phát Triển
Việc áp dụng Modèle 1917 có thể bắt nguồn từ những nỗ lực ban đầu của Quân đội Pháp nhằm thay thế súng trường Lebel của họ bằng thiết kế bán tự động tiên tiến hơn trong những năm trước khi Chiến tranh thế giới thứ nhất bùng nổ.Vào năm 1910, quân đội đã tạm thời sử dụng súng trường Meunier có độ giật dài bán tự động. để thay thế cho súng trường Lebel. Năm 1913, một khẩu súng trường bán tự động đã được chọn để thay thế cho Lebels và Berthiers trong kho của quân đội. Vào năm 1910, quân đội đã tạm thời sử dụng súng trường Meunier có độ giật dài bán tự động. để thay thế cho súng trường Lebel.Vấn đề đã xảy ra trong quá trình lựa chọn loại đạn cuối cùng, cuối cùng trở thành loại đạn 7 × 56,95mm độc quyền không có vành mạnh mẽ. Chỉ có 1.013 khẩu súng trường Meunier được sản xuất vào năm 1916 và khoảng 300 khẩu được gửi đi thử nghiệm thực địa trong chiến hào. Vào tháng 4 năm 1917,M1917 RSC (Ribeyrolles, Sutter và Chauchat - 3 nhà sản xuất vũ khí) được chính thức sử dụng vào tháng 5 năm 1916. M1917 được sản xuất hàng loạt  và sản xuất ít tốn kém hơn súng trường Meunier.

## Các Quốc Gia Sử Dụng
- Pháp
- Đức Quốc Xã: Cấp cho các đơn vị Volkssturm . Tên định danh của Đức là Selbstlade-Gewehr 310( f )

## Xem Thêm
Danh sách vũ khí bộ binh trong Chiến tranh thế giới thứ nhất